# Liste der Baudenkmäler in Obersinn
Auf dieser Seite sind die Baudenkmäler in dem unterfränkischen Markt Obersinn zusammengestellt. Diese Tabelle ist eine Teilliste der Liste der Baudenkmäler in Bayern. Grundlage ist die Bayerische Denkmalliste, die auf Basis des Bayerischen Denkmalschutzgesetzes vom 1. Oktober 1973 erstmals erstellt wurde und seither durch das Bayerische Landesamt für Denkmalpflege geführt wird. Die folgenden Angaben ersetzen nicht die rechtsverbindliche Auskunft der Denkmalschutzbehörde.
 Diese Liste gibt den Fortschreibungsstand vom 15. April 2020 wieder und enthält 16 Baudenkmäler.

## Baudenkmäler nach Gemeindeteilen

### Obersinn
| Lage                                           | Objekt                                          | Beschreibung | Akten-Nr.     | Bild |
| ---------------------------------------------- | ----------------------------------------------- | --- | ------------- | ---- |
| Bahnhofstraße 2 (Standort)                     | Gefallenendenkmal                               | für Soldaten der beiden Weltkriege, Inschriftsockel mit Bronzetafel und bekrönender Figurengruppe sowie umgebender Exedra, Sandstein, Kalkstein und Bronze, neoromanisch, um 1920, Ergänzung nach 1945 | D-6-77-169-2  | BW   |
| Bahnhofstraße 4 (Standort)                     | Ehemaliges Forsthaus des Juliusspitals Würzburg | freistehender zweigeschossiger Mansard-Halbwalmdachbau mit verschindeltem Fachwerkobergeschoss, Putzmauerwerk im Erdgeschoss mit geohrten Sandsteinrahmungen, barock, bez. 1766 | D-6-77-169-1  | BW   |
| Bahnlinie Flieden - Gemünden (Main) (Standort) | Brücke über die Sinn                            | fünfbogiger Viadukt über die Sinn mit sparsam gegliederter Kalksteinverblendung, um 1860 | D-6-77-169-13 | BW   |
| Bahnlinie Flieden - Gemünden (Main) (Standort) | Brücke                                          | zweibogiger Viadukt mit sparsam gegliederter Sandsteinverkleidung, um 1860/70 | D-6-77-169-12 | BW   |
| Brunnberg (Standort)                           | Kreuzigungsgruppe                               | Kruzifix und Assistenzfiguren über separaten Inschriftsockeln, Kreuzstamm mit Relief der Marterwerkzeuge, Sandstein, bez. 1848 | D-6-77-169-15 | BW   |
| Hartberg 1 (Standort)                          | Friedhof                                        | Anlage des 20. Jahrhunderts mit einzelnen wiederverwendeten Grabsteinen und gusseisernen Grabkreuzen, 19. und 20. Jahrhundert | D-6-77-169-11 | BW   |
| Hauptstraße 24 (Standort)                      | Türsturz                                        | Bezeichnet 1813 nicht nachqualifiziert, im Bayerischen Denkmal-Atlas nicht kartiert | D-6-77-169-3  | BW   |
| Hauptstraße 53 (Standort)                      | Gasthof Fichtel                                 | Gasthaus, freistehender zweigeschossiger Halbwalmdachbau mit verputztem Fachwerkobergeschoss, 19. Jahrhundert | D-6-77-169-4  | BW   |
| Hauptstraße 53 (Standort)                      | Gasthof Fichtel                                 | Nebengebäude mit Schlussstein, bez. 1792 und 1834 | D-6-77-169-4  | BW   |
| Hauptstraße 54 (Standort)                      | Wohnhaus                                        | winkelförmiger zweigeschossiger Satteldach- bzw. Halbwalmdachbau über hohen Kellergeschossen mit verputzten Fachwerkobergeschoss, ursprünglich zwei einzelne Häuser durch eingeschossigen Eingangsbau mit hölzerner Loggia und Pultdach verbunden, um 1800, Loggia 1. Drittel 20. Jahrhundert, Keller bez. 1683; Geburtshaus von Leo Weismantel | D-6-77-169-5  | BW   |
| Hauptstraße 54 (Standort)                      | Hausmadonna                                     | wohl 17. Jahrhundert | D-6-77-169-5  | BW   |
| Hohenleite (Standort)                          | Lourdesgrotte                                   | umzäunte Anlage mit Tuffsteingrotte und Marienfigur, 1. H. 20. Jahrhundert | D-6-77-169-14 | BW   |
| Kirchweg 2 (Standort)                          | Katholische Pfarrkirche St. Jakobus             | Saalkirche mit eingezogenem Dreiseitchor und Satteldach, schmaler Fassadenturm mit Spitzhelm, sparsam gegliedertes Sandsteinquadermauerwerk, neugotisch, 1858, modern verändert; mit Ausstattung | D-6-77-169-6  | BW   |
| Schulgasse 5 (Standort)                        | Ehemaliges Tagelöhnerhäuschen                   | freistehender eingeschossiger verputzter Fachwerkbau mit Satteldach, frühes 19. Jahrhundert, Kellertür, bez. 1749. | D-6-77-169-7  | BW   |
| Schulgasse 12 (Standort)                       | Tür                                             | Scheunensockel mit Rundbogentür, Sandstein, bez. 1740 | D-6-77-169-8  | BW   |
| Schustergasse 1 (Standort)                     | Bauernhof                                       | Dreiseithof: Bauernhaus, eingeschossiger Halbwalmdachbau über Kellerhanggeschoss mit Freitreppe, Sandsteinquadermauerwerk, bez. 1851 | D-6-77-169-9  | BW   |
| Schustergasse 1a (Standort)                    | Scheune                                         | Sandsteinbau mit Satteldach, bez. 1853 | D-6-77-169-9  | BW   |
| Schustergasse 1a (Standort)                    | Kleintierstall                                  | zweigeschossiger Satteldachbau mit Sandsteinerdgeschoss und Holzaufbau, Mitte 19. Jahrhundert | D-6-77-169-9  | BW   |
| Sinnstraße 14 (Standort)                       | Bauernhaus                                      | zweigeschossiges verschindeltes Fachwerkhaus mit Halbwalm, frühes 19. Jahrhundert | D-6-77-169-10 | BW   |

### Emmerichsthal
| Lage                       | Objekt                                      | Beschreibung                                                                                               | Akten-Nr.     | Bild           |
| -------------------------- | ------------------------------------------- | --- | ------------- | -------------- |
| Emmerichsthal 3 (Standort) | Verwaltungsgebäude der ehemaligen Glashütte | zweigeschossiger Fachwerkbau über hohem Kellersockel mit Halbwalmdach und Freitreppe, Ende 18. Jahrhundert | D-6-77-169-17 | weitere Bilder |

## Ehemalige Baudenkmäler
| Lage                               | Objekt | Beschreibung                            | Akten-Nr.    | Bild |
| ---------------------------------- | ------ | --------------------------------------- | ------------ | ---- |
| Obersinn Hauptstraße 24 (Standort) | Amboss | bezeichnet 1727; nicht nachqualifiziert | D-6-77-169-3 | BW   |